# Joyeuse
Joyeuse é uma comuna francesa na região administrativa de Auvérnia-Ródano-Alpes, no departamento de Ardèche. Estende-se por uma área de 13,04 km². Em 2010 a comuna tinha 1 765 habitantes (densidade: 135,4 hab./km²).